# Kemist

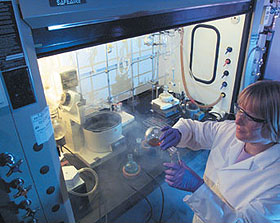
En kemist som står vid ett dragskåp.

En kemist är en person som är utbildad i och ägnar sig åt vetenskapen kemi. Kemister kan arbeta på universitet, inom industrin (speciellt kemiska industrigrenar som läkemedelsindustri, massa- och pappersindustri eller kemikalietillverkning) eller vid privata eller statliga laboratorier. Arbetet kan variera mellan forskning och utbildning på universitet och produktutveckling, ett arbete där de använder sina kunskaper för att förbättra en befintligt produkt eller framställa en helt ny produkt. De kan också arbeta med processutveckling, till exempel för att hitta ett billigare eller mer miljövänligt sätt för att tillverka en viss produkt. En vanlig arbetsuppgift för kemister är analys av olika substanser. En annan är digital kemi (beräkningskemi), där kemisten använder datorn för att lösa kemiska problem.

## Sverige
Kemist är ingen skyddad titel i Sverige, men för att arbeta som kemist krävs i allmänhet en kandidatexamen, högskoleingenjörsexamen eller civilingenjörsexamen. Dessa utbildningar kräver i regel särskild behörighet från gymnasiet.